# ハマド・アル＝モンタシャリ
ハマド・アル＝モンタシャリ（حمد المُنتشري, Hamad Al-Montashari、1982年6月22日-）は、サウジアラビア出身のサッカー選手。ポジションはDF（センターバック）。

## 来歴
高い守備能力を持ち、攻撃参加も得意なサウジアラビア代表の守備の要。
2005年はアル・イテハドのAFCチャンピオンズリーグ2連覇、サウジアラビアのワールドカップ・ドイツ大会出場に貢献し、アジア年間最優秀選手賞を受賞した。

## 代表歴
- サウジアラビア代表
  - 2006年 FIFAワールドカップ（グループリーグ敗退）

### 試合数
- 国際Aマッチ 77試合 4得点（2002年-2011年）[3]

| サウジアラビア代表 | 国際Aマッチ | 国際Aマッチ |
| 年                 | 出場        | 得点        |
| ------------------ | ----------- | ----------- |
| 2002               | 8           | 0           |
| 2003               | 9           | 1           |
| 2004               | 12          | 1           |
| 2005               | 11          | 0           |
| 2006               | 18          | 0           |
| 2007               | 7           | 1           |
| 2008               | 0           | 0           |
| 2009               | 4           | 1           |
| 2010               | 3           | 0           |
| 2011               | 5           | 0           |
| 通算               | 77          | 4           |